# 梅津憲忠
梅津 憲忠（うめづ のりただ）は、安土桃山時代から江戸時代前期にかけての武将。出羽国久保田藩（秋田藩）家老。

## 略歴
梅津氏は宇都宮氏に仕える家系であったが、憲忠の父・道金が逐電して常陸太田に移り、窮乏した幼少時代を送りながらも、学問に専念した。この間、佐竹北家の佐竹義憲に食い扶持を与えられ、彼の薫陶を受けて育ち、後に優れた政治手腕を発揮する素養が培われた。また、自ら義憲から偏諱を所望し、憲忠と名乗った。真崎某という同僚と諍いを生じ、真崎に斬りかかって負傷させたかどで一時期出奔していたが、義憲の取り成しで帰参している。義憲は憲忠にとって大恩ある人物だった。
憲忠の異父兄に木野春阿弥という人物がおり、佐竹義宣に茶坊主として仕え、武勇の誉れ高く合戦でも縦横に活躍したが、若くして病没した。義宣は憲忠を後任に命じた。憲忠は茶坊主・善阿弥として義宣に近侍して頭角を現し、やがて祐筆となって佐竹家の屋台骨を支える存在となってゆく。
慶長5年（1600年）の関ヶ原の戦いで義宣が咎めを受けて常陸国から出羽国に移封されると、憲忠は300石を与えられて近習出頭人に抜擢され、弟・政景や渋江政光らと共に藩政の刷新に辣腕を振るった。久保田藩は藩主義宣の指揮の元、林業、鉱業、農業を基軸に置いた振興を行い潤ったが、藩の発展には憲忠、政景兄弟の献策の寄与するところが大きかった。
慶長19年（1614年）の大坂冬の陣には子の廉忠と共に参戦し、今福の戦いで奮戦して武勲を挙げた。この時憲忠は黄唐織の幌を飾り、全身に傷を負いながらも遮二無二奮戦し「佐竹の黄鬼」と畏怖された。翌年、徳川秀忠に拝謁し、その戦功を表彰されて信国の太刀と感状を賜っている。秀忠に褒賞を与えられたことに対して多くの人々が祝いに訪れ、憲忠はこれに対して具足餅を振る舞った。この饗宴は恒例化し、梅津家では毎年1月17日に具足餅をふるまう行事が催されるようになった。
その後、長年の実績を評価されて家老に抜擢され、大坂の陣で志半ばにして戦死した渋江政光が推進していた検地を引き継いで施行し、弟政景と共に藩の地盤固めに寄与した。元和8年（1622年）、主君・佐竹義宣が請願し幕府から出羽由利郡の桃三段を引替地とすることを許可された際、義宣から引渡に関して指示を受けた。寛永元年（1624年）には領内に禁教令が出された際、憲忠は奉行としてキリシタン33人を処刑している。
寛永7年（1630年）、死去。享年59。
憲忠は優れた政治家、武将である一方で、連歌や書道に造詣が深い教養人でもあり、義宣も鷹狩の帰り道に憲忠の屋敷に立ち寄り共に歌や茶の湯に興じた。

## 系譜
- 父：梅津道金
- 母：木村氏娘（道金とは連れ子がいる同士の再婚）
- 異父長兄：木野春阿弥、
- 異父次兄：木野小左衛門忠道（彌三）
- 異母兄：彌生
- 同母弟：正一（勝都）
- 同母弟：政景　※梅津政景日記
- 前室：矢野憲重娘（死別）
  - 長男：廉忠（かどただ、佐竹義憲の子・義廉から偏諱を受ける）
  - 次男：忠國
  - 長女：上曽治俊室
- 継室：根本行道娘
  - 三男：忠雄
  - 四男：忠貞
  - 次女以降：娘6人（一人は夭折）

## 子孫
憲忠の長男の廉忠は、寛永5年（1628年）に父に先立ち32歳で没したため、次男の忠国が跡を継いだ。憲忠以降の梅津宗家は幕末までに6人の家老を輩出し（憲忠、忠国、忠宴、忠昭、忠告、忠爲）、分家も多く、家中屈指の名家として渋江宗家と並び「大梅津」「大渋江」と称されるようになった。しかし忠昭は秋田騒動に際して銀札推進派であったことから、家老を罷免され永禁固に処されている。

## 屋敷
憲忠を祖とする梅津氏宗家の屋敷は、江戸時代を通じて久保田城三ノ丸下中城の東側（現在の秋田市立中央図書館明徳館、国学館高等学校および旧秋田県立美術館所在地）にあった。当時の東西方向の道路は外堀の土手の直下にあり、現在の明徳館小路は梅津氏屋敷の敷地内である。